# Mikael Wivel
Mikael Wivel (geboren 1946 in Kopenhagen) ist ein dänischer Kunsthistoriker, Journalist und Sachbuchautor.

## Leben
Wivel arbeitete von 1974 bis 1981 als Kunstkritiker der Zeitung Dagbladet Information und wechselte anschließend zur Zeitung Weekendavisen, für die er bis in die Gegenwart ebenfalls als Journalist im Kunstbereich aktiv ist. Zudem veröffentlichte er von 1985 bis 1991 Artikel im Wochenmagazin Fredag. Darüber hinaus wirkte er von 1986 bis 2000 als Kurator (Inspektor) am Ordrupgaard im nördlich von Kopenhagen gelegenem Charlottenlund. In der Zeit am Museum war er an Ausstellungsprojekten beteiligt und veröffentlichte entsprechend Kataloge zu französischen Künstlern wie Edgar Degas und Èdouard Manet oder dänischen Künstler wie Niels Larsen Stevns und Vilhelm Hammershøi. 1999 erhielt er den akademischen Grad Dr. phil. in Kunstgeschichte. Nach der Zeit am Museum widmete es sich überwiegend dänischen Künstlern des 20. Jahrhunderts, zu denen er ein Überblickswerk schrieb, aber auch einzelne Biografien, wie beispielsweise zu Carl-Henning Pedersen, Kurt Trampedach, Sven Havsteen-Mikkelsen, Per Kirkeby oder Per Arnoldi. Daneben schrieb er Bücher über Christen Købke und über Kirchenkunst in Dänemark. 2012 erhielt er für seine Verdienste die Auszeichnung N.L. Høyen Medaljen des Bereichs Det Kongelige Akademi for de Skønne Kunster der Königlichen Dänischen Kunstakademie.

## Veröffentlichungen
- Forsvindingspunkter, Paul Gauguin og vejen til det primitive, in Louisiana revy, Louisiana Museum, Humlebaek 1986, ISSN 0024-6891.
- Manet, Ordrupgaard, Kopenhagen 1989, ISBN  87-88-69204-3.
- Degas intime, zusammen mit Hanne Finsen und Richard Kendall, Ordrupgaard, Kopenhagen 1994, ISBN 87-88692-10-8.
- Impressionists in town, zusammen mit Anne-Birgitte Fonsmark, Ordrupgaardsamlingen, Charlottenlund 1996, ISBN 87-88692-16-7.
- Lysets tøven, Niels Larsen Stevns og de store fortaellinger, Ejlers, Kopenhagen 1998, ISBN 87-7241-898-2.
- Vilhelm Hammershøi, 1864 - 1916, Danish painter of solitude and light, zusammen mit Anne-Birgitte Fonsmark, Guggenheim Museum Publications, New York 1998, ISBN 0-8109-6913-0.
- Per Kirkeby, lithographs, Bjerggaard, Klampenborg 2000, ISBN 87-986503-5-1.
- Kurt Trampedach, Aschehoug, Kopenhagen 2002, ISBN 87-11-15160-9.
- Carl-Henning Pedersen, Bjerggaard, Klampenborg 2003, ISBN 87-11-23004-5.
- Per Arnoldi - 250 posters ect., Birkhäuser, Basel 2004, ISBN 3-7643-7097-1.
- Kunsten i kirken, danske kirkeudsmykninger fra de sidste hundrede år, Thaning & Appel, Frederiksberg 2005, ISBN 87-413-6439-2.
- Christen Købke, Aschehoug, Kopenhagen 2005, ISBN 87-11-23113-0.
- Robert Rauschenberg, works from the 1960s, zusammen mit Jens Faurschou, Galleri Faurschou, Kopenhagen 2005, ISBN 87-89803-26-4.
- Dansk kunst i det 20. århundrede, Gyldendal, Kopenhagen 2008, ISBN 978-87-02-02985-7.
- Glas og bly, Per Kirkebys glasmalerier i Gentofte Kirke, Kristeligt Dagblads Forlag, Kopenhagen 2010, ISBN 978-87-7467-051-3.